# جبل باري
 جبل باري هو جبل في القارة القطبية الجنوبية (أنتاركتيكا) يقع ضمن سلسلة جبال ستريبوغ، يبلغ ارتفاعه حوالي 2,520 متر (8,268 قدم). يرتفع جبل باري شرق نقطة مينوت (حاجز صخري في منتصف الساحل الغربي لجزيرة برابانت) في أرخبيل بالمر. له جوانب شديدة الانحدار شبه خالية من الجليد من جهه الشمال والغرب، يقع الجبل في الجهة الشمالية حتى الشمالية الغربية من نهر «جيراسي» الجليدي وإلى الشرق من نهر «ماكنزي» الجليدي، وإلى الجنوب الشرقي من نهر «وبالانسترا» الجليدي، وإلى الجنوب الغربي من جبل «بيروغوف» الجليدي.
قامت البعثة البريطانية للخدمات المشتركة بقيادة جون فورسي بالصعود لأول مرة إلى قمة الجبل في 30 أكتوبر 1984.

## التسمية
من المرجح أن الجبل تم تسميته بواسطة النقيب هنري فوستر من القوات البحرية الملكية خلال حملة تشانكلر في عام 1829، ومنذ ذلك الحين أصبح هذا الاسم هو المستخدم عالميا.